# Road to Ruin
Road to Ruin är rockgruppen Ramones fjärde album, utgivet 1978. Albumet är gruppens första med Marky Ramone på trummor, efter att han ersatt originalmedlemmen Tommy Ramone. Tommy stannade dock kvar och producerade albumet, under sitt ursprungliga efternamn Erdelyi. Albumet blev vid tiden ingen storsäljare i USA där det inte upprepade den relativa försäljningsframgången med föregångaren Rocket to Russia. I Europa däremot gick det bättre och skivan sålde bland annat bra i Sverige och Finland. "Don't Come Close" blev en mindre hit i Storbritannien, och i Sverige gick "I Wanna Be Sedated" in på "Heta Högen" i Poporama.

## Låtlista
Sida ett
1. "I Just Want to Have Something to Do" (Joey Ramone) - 2:42
2. "I Wanted Everything" (Dee Dee Ramone) - 3:18
3. "Don't Come Close" (Ramones) - 2:44
4. "I Don't Want You" (Ramones) - 2:26
5. "Needles and Pins" (Sonny Bono, Jack Nitzsche) - 2:21
6. "I'm Against It" (Ramones) - 2:07

Sida två
1. "I Wanna Be Sedated" (Joey Ramone) - 2:29
2. "Go Mental" (The Ramones) - 2:42
3. "Questioningly" (Dee Dee Ramone) - 3:22
4. "She's the One" (Ramones) - 2:13
5. "Bad Brain" (Ramones) - 2:25
6. "It's a Long Way Back" (Dee Dee Ramone) - 2:20

## Listplaceringar
| Lista (1978)   | Position               |
| -------------- | ---------------------- |
| Finland        | 23                     |
| Storbritannien | 32                     |
| Sverige        | 25 (Sverigetopplistan) |
| USA            | 103 (Billboard 200)    |

### Fotnoter
1. ↑  https://www.nostalgilistan.se/ramones-8779
2. ↑  ”Listplacering”. http://suomenlistalevyt.blogspot.com/2015/08/r-rar.html. Läst 10 mars 2022.
3. ↑  ”Ramones Chart History” (på engelska). The Official UK Charts Company. https://www.officialcharts.com/artist/16227/ramones/. Läst 10 mars 2022.
4. ↑  ”Listplacering”. https://swedishcharts.com/showitem.asp?interpret=Ramones&titel=Road+To+Ruin&cat=a. Läst 10 mars 2022.
5. ↑  ”Billboard, Listplacering”. https://www.billboard.com/artist/the-ramones/. Läst 10 mars 2022.